# 강릉향교
강릉향교(江陵鄕校)는 대한민국 강원특별자치도 강릉시에 있는 향교이다. 1985년 1월 17일 강원특별자치도의 유형문화재 제99호로 지정되었다.

## 개요
향교는 훌륭한 유학자를 제사하고 지방민의 유학교육과 교화를 위하여 나라에서 지은 교육기관이다.
고려 충선왕 5년(1313)에 처음 세운 후 조선 태종 11년(1411)에 화재로 없어진 것을 태종 13년(1413)에 다시 지었다. 그 후 여러 차례의 수리가 있었으며, 조선 인조(재위 1623∼1649) 때에는 크게 늘려지어 웅장한 규모를 갖추게 되었다.
화부산 아래 경사진 곳에 위치하여 위쪽에는 제향공간인 대성전(보물 제214호)을, 아래쪽에는 강학공간인 명륜당을 배치한 전학후묘의 형태를 이루고 있다. 제향공간에는 대성전을 중심으로 양쪽에 동무와 서무가 있고, 이를 연결하는 통로인 회랑이 있다. 대성전에는 공자를 비롯하여 안자와 자사·증자·맹자를 모시고 있으며, 동·서무에는 중국과 한국의 유학자를 모시고 있다. 학생들이 모여서 공부하는 강당인 명륜당은 2층 누대 형식의 건물로, 아래층은 기둥만 세우고 벽을 쌓지 않아 통로로 이용하도록 하였다. 이 외에 학생들의 생활공간인 동·서재와 부속건물 등이 남아있다.
조선시대에는 나라로부터 토지와 책·토비 등을 지급 받아 운영하였다. 현재는 교육적 기능은 없어지고 제사의 기능만 남아있으나, 명륜고등학교를 향교에서 설립하여 운영하고 있다. 소장되었던 책은 한국전쟁으로 대부분 불타 없어졌으며, 현재『공부자성적도(孔夫子聖蹟圖)』등 70여 권만 남아있다.
현재 다른 지역의 향교는 동·서무에 있는 중국과 한국 유학자의 위패를 대성전에 함께 모시거나 철거하였는데, 강릉향교에서는 조선시대의 양식 그대로 모시고 있다. 또한 지방향교로는 그 규모가 웅장한 편이고, 한국전쟁 때에도 건축물이 불타지 않아 옛 규모와 모습을 그대로 간직한 향교이다.

## 대성전
강릉향교 대성전(江陵鄕校 大成殿)은 강릉향교에 있는 건축물이다. 조선시대에 지어졌으며, 1963년 1월 21일 대한민국의 보물 제214호로 지정되었다.

## 참고 자료
- 강릉향교 - 국가유산청 국가유산포털